# Srīperumbūdūr
Srīperumbūdūr är en ort i Indien.   Den ligger i distriktet Kancheepuram och delstaten Tamil Nadu, i den södra delen av landet, 1 800 km söder om huvudstaden New Delhi. Srīperumbūdūr ligger 46 meter över havet och antalet invånare är 17 253.
Terrängen runt Srīperumbūdūr är platt, och sluttar österut. Runt Srīperumbūdūr är det tätbefolkat, med 511 invånare per kvadratkilometer. Närmaste större samhälle är Tiruvallur, 19,9 km norr om Srīperumbūdūr. Omgivningarna runt Srīperumbūdūr är en mosaik av jordbruksmark och naturlig växtlighet.